# Station Landrecies
Station Landrecies is een spoorwegstation in de Franse gemeente Landrecies. Het wordt bediend door de treinen van de TER Nord-Pas-de-Calais, meer bepaald de lijn Tergnier-Aulnoye.